# Цаплюк Ігор Юрійович
Ігор Юрійович Цаплюк (нар. 3 листопада 1970, Дніпропетровськ, УРСР) — радянський, білоруський та російський футболіст українського походження, універсал.

## Життєпис
Вихованець дніпропетровського «Дніпра-75». Футбольну кар'єру розпочав 1988 року в дублі дніпропетровського «Дніпра». Першим професіональним клубом Ігоря Цаплюка став 1991 року «Вулкан» з Петропавловська-Камчатського. Наступні два сезони Цаплюк виступав у чемпіонаті Білорусі за «Будівельник» (Старі Дороги), а в 1993 році зіграв 3 матчі у Вищій лізі Росії за КАМАЗ.
Протягом 6 років грав за нижньокамський «Нафтохімік», у 2000 році грав за команди першої ліги Білорусі — «Лунинець» і «Граніт», а завершував кар'єру в жодінскому «Торпедо».
З 2004 по 2010 роки працював на адміністративних посадах в «Торпедо» (Жодіно), остання посада — генеральний директор. Станом на 2013 і 2019 роки очолював департамент з проведення змагань АБФФ.